# Damian Ratajczak
Damian Ratajczak (ur. 23 maja 2005) – polski żużlowiec.

## Życiorys
Licencję żużlową w klasie 250 cm³ uzyskał 27 czerwca 2018 w Opolu, natomiast licencję „Ż” (uprawniającą do startów we wszystkich rozgrywkach żużlowych) zdobył 30 lipca 2020 w Toruniu. W rozgrywkach ligowych zadebiutował w dniu swoich 16. urodzin, podczas rozegranego we Wrocławiu meczu Ekstraligi Betard Sparta Wrocław – Fogo Unia Leszno, w którym zdobył 1 punkt. W sezonie 2021 jest podstawowym zawodnikiem leszczyńskiego klubu na pozycji młodzieżowca, jak również startuje na torach II ligi, w barwach klubu Metalika Recycling Kolejarz Rawicz.
W sezonie 2021 członek kadry narodowej (w grupie U-19). W turnieju o Srebrny Kask 2023 (SK) zdobył srebrny medal, zaś w turnieju o Brązowy Kask 2023 (BK) zdobył brązowy medal.
Damian Ratajczak jest zdobywcą następujących medali mistrzostw Polski i innych żużlowych rozgrywek:
- Indywidualny Puchar Polski 250 cm³ w Miniżużlu 2019 – srebrny medal

## Starty wIndywidualnych Mistrzostwach Świata Juniorów na Żużlu
Stan na 16 września 2023.
| Sezon 2023 |                     |        |         |         |         |         |         |         |         |         |         |        |        |        |        |        |        |        |        |        |
| Praga      | Gorzów Wielkopolski | Vojens | miejsce | miejsce | miejsce | miejsce | miejsce | miejsce | miejsce | miejsce | miejsce | punkty | punkty | punkty | punkty | punkty | punkty | punkty | punkty | punkty |
| 16         | 9                   | 20     |         |         |         |         |         |         |         |         |         | 45     | 45     | 45     | 45     | 45     | 45     | 45     | 45     | 45     |

| Statystyki        | Statystyki |
| ----------------- | ---------- |
| Starty            | 3          |
| Zwycięstwa        | 1          |
| Miejsca na podium | 2          |
| Finalista         | 2          |
| Punkty            | 45         |